# Канино (Италия)
Канино (итал. Canino) — коммуна в Италии, располагается в регионе Лацио, подчиняется административному центру Витербо.
Население составляет 5106 человек (2004), плотность населения составляет 41,07 чел./км². Занимает площадь 123,49 км². Почтовый индекс — 01011. Телефонный код — 0761.
Покровителем коммуны почитается святой Климент I (папа римский). Праздник ежегодно празднуется 23 ноября.